# Tsuide ni tonchinkan
Tsuide ni tonchinkan (ついでにとんちんかん?) è un manga umoristico di Koichi Endo apparso per la prima volta nel 1984 sulla rivista giapponese Shōnen Jump di Shūeisha e successivamente serializzato in 18 volumi tra il 1985 e il 1989. Il manga è stato adattato ad una serie televisiva di 43 puntate apparsa su Fuji Television a partire da 10 ottobre 1987.

## Sigle
Sigle iniziali
1. Gomen ne Cowboy (Ushirogami Hikaretai)
2. Hora ne, Haru ga Kita (Ushirogami Hikaretai)
3. Mugiwara de Dance (Akiko Ikuina)

Sigle finali
1. Möbius no Koibito (Ushirogami Hikaretai)
2. Dare mo Shiranai Blue Angel (Ushirogami Hikaretai)
3. Yume ni Aitai (Akiko Ikuina)